# Machine Messiah
Machine Messiah es el decimocuarto álbum de estudio de la banda de thrash metal brasileña Sepultura, publicado el 13 de enero de 2017. El álbum vendió 1900 copias en los Estados Unidos en su primera semana.

## Información del álbum
La banda grabó Machine Messiah en Suecia con el productor Jens Bogren. Machine Messiah es el primer álbum de estudio de Sepultura en tres años, luego de The Mediator Between Head and Hands Must Be the Heart (2013), lo que marca el mayor retraso entre álbumes en toda la historia de la agrupación. El arte de portada fue creado por la artista filipina Camille Dela Rosa.

## Lista de canciones
Todas las letras escritas por Derrick Green (1, 3, 4, 6 a 11), Andreas Kisser (2, 4) y Kyouchi Azuma (12); toda la música compuesta por Kisser, Eloy Casagrande y Green, excepto "Iceberg Dances" por Kisser y Casagrande y "Ultraseven no Uta" por Toru Fuyuki.

| N.º | Título                            | Duración |  |
| 1.  | «Machine Messiah»                 | 5:54     |  |
| 2.  | «I Am the Enemy»                  | 2:27     |  |
| 3.  | «Phantom Self»                    | 5:30     |  |
| 4.  | «Alethea»                         | 4:31     |  |
| 5.  | «Iceberg Dances»                  | 4:41     |  |
| 6.  | «Sworn Oath»                      | 6:09     |  |
| 7.  | «Resistant Parasites»             | 4:58     |  |
| 8.  | «Silent Violence»                 | 3:46     |  |
| 9.  | «Vandals Nest»                    | 2:47     |  |
| 10. | «Cyber God»                       | 5:22     |  |
| 11. | «Chosen Skin» (Bonus track)       | 3:17     |  |
| 12. | «Ultraseven No Uta» (Bonus track) | 1:18     |  |

## Créditos
- Derrick Green − voz
- Andreas Kisser − guitarras
- Paulo Jr. − bajo
- Eloy Casagrande − batería, percusión

## Listas de éxitos
| Lista (2017)                | Posición |
| --------------------------- | -------- |
| Australia (ARIA)            | 82       |
| Austria (Ö3 Austria)        | 33       |
| Bélgica (Ultratop flamenca) | 35       |
| Bélgica (Ultratop valona)   | 67       |
| Francia (SNEP)              | 114      |
| Portugal (AFP)              | 35       |
| Suiza (Schweizer Hitparade) | 27       |